# Fort-Mardyck
Fort-Mardyck település Franciaországban, Nord megyében. Lakosainak száma 3426 fő (2018. január 1.).

## Népesség
A település népességének változása:
| Lakosok száma | 3471 | 3485 | 3426 |
|               | 2015 | 2017 | 2018 |